# ¡Viva!
¡Viva! è il secondo album di Tiff Lacey, è stato pubblicato il 15 agosto 2011.

## Tracce
1. ¡Viva!
2. Falling At Your Feet (feat. Nick Murray)
3. Patient
4. Sweetest Pain
5. Speak Your Name (feat. Matt Bukovski)
6. Wilderness (feat. Loverush UK!)
7. Better Than Before (feat. Ilan Bluestone)
8. La Habanera (feat. Matt Bukovski)
9. Mother To Daughter
10. B4u
11. The Road
12. Play Pretend (feat. Nick Murray)
13. Damocles
14. Leap Of Faith
15. Take Me Away